# Jauhien Arciuszenka
Jauhien Antonawicz Arciuszenka (biał. Яўген Антонавіч Арцюшэнка, ros. Евгений Антонович Артюшенко, Jewgienij Antonowicz Artiuszenko; ur. 2 sierpnia 1974 w Mozyrzu) – białoruski ekonomista i polityk, w latach 2008–2012 deputowany do Izby Reprezentantów Zgromadzenia Narodowego Republiki Białorusi IV kadencji oraz do Zgromadzenia Parlamentarnego Związku Białorusi i Rosji.

## Życiorys
Urodził się 2 sierpnia 1974 roku w mieście Mozyrz, w obwodzie homelskim Białoruskiej SRR, ZSRR. Ukończył studia na Wydziale Ekonomii i Zarządzania Homelskiego Instytutu Kooperatywnego, a także Instytut Służby Państwowej Akademii Zarządzania przy Prezydencie Republiki Białorusi. Pracował jako ekonomista, zastępca naczelnika wydziału kontrolno-analitycznego, naczelnik wydziału analizy ekonomicznej, zastępca dyrektora generalnego ds. ekonomii i finansów spółki „Mozyrskij NPZ”.
27 października 2008 roku został deputowanym do Izby Reprezentantów Zgromadzenia Narodowego Republiki Białorusi IV kadencji z Mozyrskiego Okręgu Wyborczego Nr 42. Pełnił w niej funkcję przewodniczącego Stałej Komisji ds. Polityki Pieniężno-Kredytowej i Działalności Bankowej. Od 13 listopada 2008 roku był członkiem Narodowej Grupy Republiki Białorusi w Unii Międzyparlamentarnej. Jednocześnie był także deputowanym do Zgromadzenia Parlamentarnego Związku Białorusi i Rosji. Pełnił w nim funkcję członka Komisji ds. Budżetu i Finansów. Jego kadencja w Izbie Reprezentantów zakończyła się 18 października 2012 roku.

## Odznaczenia
- Gramota Pochwalna Zgromadzenia Narodowego Republiki Białorusi[1].

## Życie prywatne
Jauhien Arciuszenka jest żonaty, ma syna i córkę.